# 雄武乡
雄武乡，是中华人民共和国贵州省黔西南布依族苗族自治州兴义市下辖的一个乡镇级行政单位。

## 行政区划
雄武乡下辖以下地区：
雄武村、中心村、高峰村和盘江村。